# レーザータグ
レーザータグとは光線銃を使用したサバイバルゲーム。

## 概要
レーザー光を発する銃口から赤外線のレーザー光を発射して検出器で検知して命中を判定する。単に命中を判定するだけでなく、発射する赤外レーザー光にIDやGPSの位置情報が信号として送信され、誰に何所から撃たれたかを判別してチーム別にリアルタイムで集計する装置を備える機種もある。BB弾を使用するサバイバルゲームでは着弾の判定が自己申告であるので"ゾンビ"問題が発生する場合があるが、レーザータグでは機械的に自動的に着弾判定されるのでその心配がない。ただし、金属や鏡等の反射で命中判定が出る場合もある。物理的な弾丸を使用しないのでサバイバルゲームで問題視される「BB弾散らかし放題」という問題が原理的に発生することはありえない事も利点の一つである。名称に"レーザー"と称してはいるものの、1990年代以前の製品には光源に半導体レーザーではなく、発光ダイオードを使用した機種もあった。

## 安全性
BB弾を使用する通常のサバイバルゲームと比較して物理的な弾丸を発射しないため、安全性が高い。使用される光源は安全のために連続的には発光せず、出力も抑えられている。